# 카를 브란트
카를 브란트(독일어: Karl Brandt, 1904년 1월 8일 ~ 1948년 6월 2일)는 나치 독일 시절 아돌프 히틀러의 개인 주치의로, T4 작전을 기획하고 감독한 전범이다.

## 생애
브란트는 당시 독일 알자스-로렌 지역(현재 프랑스 오트린)의 뮐루즈에서 프로이센 육군 장교의 가정에서 태어났다. 그는 1928년에 머리와 척추 부상을 전문으로 하는 의사이자 외과 의사가 되었다. 그는 1932년 1월에 나치당에 입당했고, 1932년 여름에 히틀러를 처음 만났다. 그는 1933년에 친위대(SA)의 일원이 되었고, 1934년 7월 29일에 친위대(SS)의 장교로 임명되었다. 1934년 여름부터 그는 히틀러의 "에스코트 의사"였다. 카를 브란트는 1934년 3월 17일에 수영 선수권 대회에서 우승한 아니 레보른과 결혼했다. 그들 사이에는 외아들 카를 아돌프 브란트(1935년 10월 4일 출생)가 있었다. 브란트는 개신교 신자였다.

## 제3제국
1933년 나치 독일의 법률인 Gesetz zur Verhütung erbkranken Nachwuches(유전적으로 병든 자손의 예방을 위한 법률)의 맥락에서, 브란트는 유전적으로 장애가 있거나, 정신적 또는 신체적으로 장애가 있거나, 인종적으로 결핍되어 있거나, 태어나지 않은 태아에게 그러한 유전적 "결함"이 발생할 것으로 예상되는 여성들에게 낙태를 시행한 의학자들 중 한 명이었다. 이러한 낙태는 건강한 아리아 태아가 낙태되지 않는 한 합법화되었다.  1939년 7월 25일, 브란트는 나치 우생학 프로그램의 첫 번째 안락사를 승인했다.
1939년 9월 1일, 브란트는 히틀러에 의해 필리프 불러와 함께 악티온 T-4 작전의 공동 책임자로 임명되었다. 1942년 7월 28일, 브란트는 히틀러에 의해 위생보건국장(Bevolmächtigter für das Sanitäts-und Gesundheitswesen)으로 임명되었고, 그 후 총통의 지시에 의해 구속되었다. 그는 친위대에서 정기적인 진급을 받았고, 1944년 4월까지 브란트는 알제마인 친위대 총통, 와펜 친위대 총통이었다. 1945년 4월 16일, 그는 미군에게 항복하기 위해 가족을 베를린 밖으로 이주시킨 혐의로 게슈타포에 의해 체포되었다. 브란트는 군사 법원에 의해 사형 선고를 받은 후 킬로 보내졌다. 그는 5월 2일 카를 되니츠의 명령에 의해 체포에서 풀려났다. 그는 5월 23일 영국에 의해 체포되었다.

## 재판과 처형
뉘른베르크 의사 재판에 회부된 카를 브란트는 냉동실험, 말라리아 실험, 독가스 실험, 술폰아미드 실험, 근육 및 신경 재생과 뼈 이식 실험, 바닷물 주사 실험, 전염병 황달 실험, 살균 실험 및 발진티푸스 실험을 실행하고 계획하는 것으로 기소된다. 나치 독일의 T-4 작전에서의 안락사 실험과 프로그램 계획 및 SS에서 침략전쟁에의 협력, 전쟁범죄 및 비인도적인 범죄혐의로 유죄를 판결받았고 사형이 언도되었다. 1948년 6월 2일 란츠베르크 교도소에서 교수형에 처해졌다.

### 참고 문헌
- Aly, Götz, Peter Chroust, and Christian Pross, eds. Cleansing the Fatherland: Nazi Medicine and Racial Hygiene. Baltimore: Johns Hopkins University Press, 1994.
- Burleigh, Michael, and Wolfgang Wippermann. The Racial State: Germany 1933-1945. Cambridge & New York: Cambridge University Press, 1991.
- Dawidowicz, Lucy S. The War Against the Jews: 1933-1945. New York: Bantam Books Inc., 1975.
- Ehrenreich, Eric. The Nazi Ancestral Proof: Genealogy, Racial Science, and the Final Solution. Bloomington: Indiana University Press, 2007.
- Freyhofer, Horst. Nuremberg Medical Trial. New York: Peter Lang Publishing, 2004.
- Friedlander, Henry. Origins of Nazi Genocide: From Euthanasia to the Final Solution. Chapel Hill: University of North Carolina Press, 1997.
- Fritz, Stephen G. Ostkrieg: Hitler's War of Extermination in the East. Lexington: The University Press of Kentucky, 2011.
- Hamilton, Charles (1984). 《Leaders & Personalities of the Third Reich, Vol. 1》. R. James Bender Publishing. ISBN 0-912138-27-0.
- Hutton, Christopher. Race and the Third Reich: Linguistics, Racial Anthropology and Genetics in the Dialectic of Volk. Cambridge: Cambridge University Press, 2005.
- Joachimsthaler, Anton (1999) [1995]. 《The Last Days of Hitler: The Legends, the Evidence, the Truth》. Trans. Helmut Bögler. London: Brockhampton Press. ISBN 978-1-86019-902-8.
- Koonz, Claudia. The Nazi Conscience. Cambridge, MA: Belknap Press of Harvard University Press, 2005.
- Lifton, Robert Jay. The Nazi Doctors: Medical Killing and the Psychology of Genocide. New York: Basic Books, 1986.
- Mayer, Arno. Why Did the Heavens Not Darken?: The "Final Solution" in History. London & New York: Verso Publishing, 2012.
- Proctor, Robert. Racial Hygiene: Medicine under the Nazis. Cambridge, MA: Harvard University Press, 1988.
- Schafft, Gretchen E. From Racism to Genocide: Anthropology in the Third Reich. Urbana and Chicago: University of Illinois Press, 2004.
- Schmidt, Ulf. Karl Brandt: The Nazi Doctor: Medicine and Power in the Third Reich. London, Hambledon Continuum, 2007.
- Skopp, Douglas R., Shadows Walking, A Novel (CreateSpace, Charleston, South Carolina, 2010) ISBN 1439231990
- Spitz, Vivien. Doctors from Hell: The Horrific Account of Nazi Experiments on Humans. Boulder, CO: Sentient Publications, 2005.